# 아이치현
아이치현(일본어: 愛知県, 문화어: 아이찌현)은 일본 혼슈 주부 지방에 있는 현이다. 현청 소재지는 나고야시이다. 주쿄권의 핵심을 이룬다.

## 역사
원래 이 지방은 오와리국(尾張国), 미카와국(三河国)으로 나뉘어 있었다. 폐번치현 이후 오와리 지역은 지타반도를 제외하고 나고야현으로 편성되었고 미카와 지역은 지타반도와 함께 누카타현을 이루었다. 1872년 4월에 나고야현은 현재의 아이치현으로 개칭되었고 같은 해 11월 27일에 누카타현과 합병하였다. 센고쿠 시대를 끝내고 일본을 통일한 오다 노부나가, 임진왜란을 일으킨 도요토미 히데요시, 에도 막부를 창립한 도쿠가와 이에야스가 태어났으며 근대 이후에 토요타 자동차를 핵심으로 하는 자동차 산업이 크게 성업하여 아이치현의 상징 중 하나가 되었다.
2005년 세계 박람회가 세토시와 나가쿠테정에서 개최되었다.

## 지리

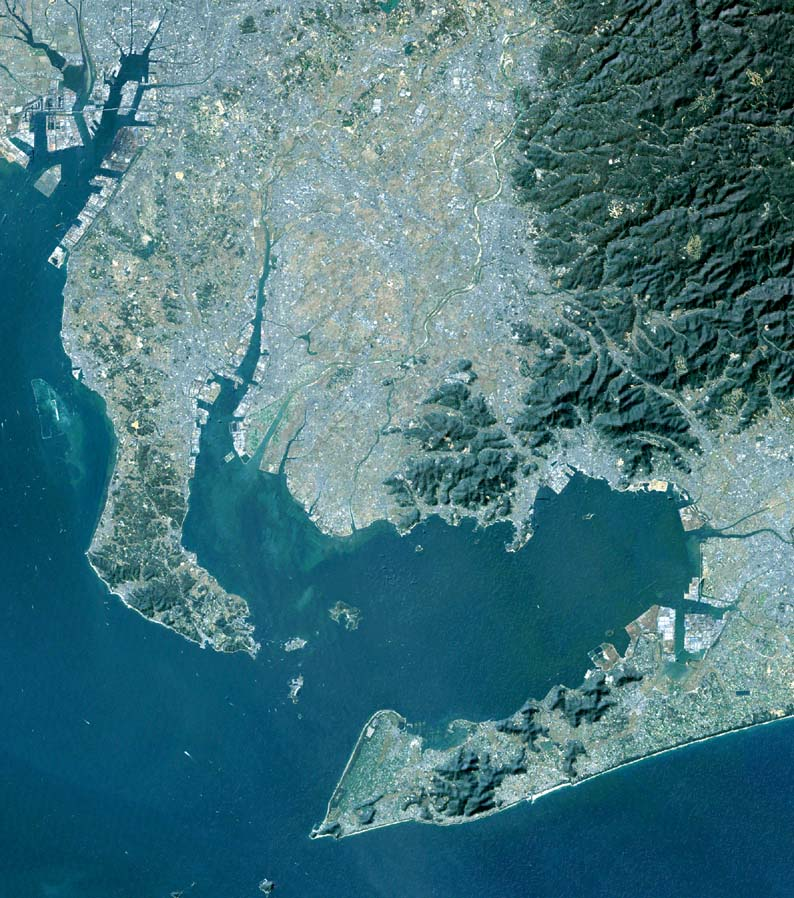
미카와만의 위성 사진

아이치현은 일본의 주섬인 혼슈의 중앙부에 위치해 있다. 남쪽으로 이세만, 미카와만에 면하고 동쪽으로 시즈오카현, 북동쪽으로 나가노현, 북쪽으로 기후현, 서쪽으로 미에현(三重県)과 접한다. 동서 길이는 106km, 남북 길이는 94km이며 노비평야의 중요한 일부를 이룬다. 현의 면적은 5,153.81km2로 일본 전체 면적의 1.36%를 차지한다. 현에서 가장 높은 지점은 자우스산으로 해발 1,415m이다.
현의 서부는 일본에서 네 번째로 큰 도시인 나고야시 및 교외 도시들이 우세한 반면 동부는 그에 비해 인구 밀도가 낮으나 도요타시를 비롯한 아이치현의 주요 공업 도시들을 포함하고 있다. 튼튼한 경제력 덕분에 2005년 10월부터 2006년 10월까지 아이치현은 도쿄도를 제치고 가장 높은 인구 성장률을 기록했다.

## 지역

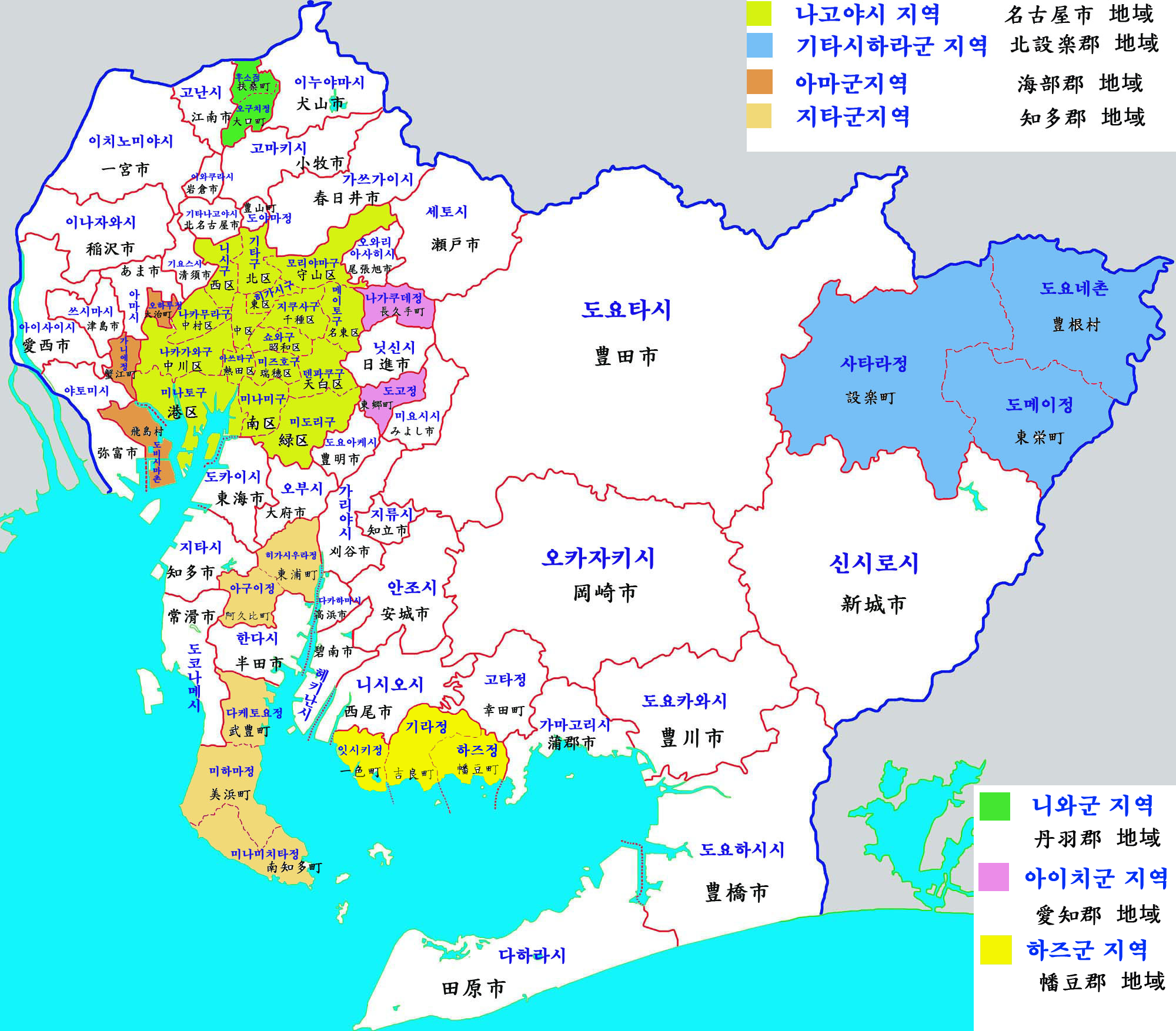
아이치현의 지도

### 오와리(尾張) 지역
- 나고야시(名古屋市) - 현청 소재지, 정령지정도시

| - 지쿠사구(千種区) - 히가시구(東区) - 기타구(北区) - 니시구(西区) - 나카무라구(中村区) - 나카구(中区) | - 쇼와구(昭和区) - 미즈호구(瑞穂区) - 아쓰타구(熱田区) - 나카가와구(中川区) - 미나토구(港区) - 미나미구(南区) | - 모리야마구(守山区) - 미도리구(緑区) - 메이토구(名東区) - 덴파쿠구(天白区) |

| - 이치노미야시(一宮市) - 세토시(瀬戸市) - 한다시(半田市) - 가스가이시(春日井市) - 쓰시마시(津島市) - 이누야마시(犬山市) - 도코나메시(常滑市) - 고난시(江南市) - 고마키시(小牧市) - 이나자와시(稲沢市) - 도카이시(東海市) | - 오부시(大府市) - 지타시(知多市) - 오와리아사히시(尾張旭市) - 이와쿠라시(岩倉市) - 도요아케시(豊明市) - 닛신시(日進市) - 아이사이시(愛西市) - 기요스시(清須市) - 기타나고야시(北名古屋市) - 야토미시(弥富市) - 아마시(あま市) - 나가쿠테시(長久手市) |

- 아이치군(愛知郡)
  - 도고정(東郷町)
- 니시카스가이군(西春日井郡)
  - 도요야마정(豊山町)
- 니와군(丹羽郡)
  - 오구치정(大口町) - 후소정(扶桑町)
- 아마군(海部郡)
  - 오하루정(大治町) - 가니에정(蟹江町) - 도비시마촌(飛島村)
- 지타군(知多郡)
  - 아구이정(阿久比町) - 히가시우라정(東浦町) - 미나미치타정(南知多町) - 미하마정(美浜町) - 다케토요정(武豊町)

### 니시미카와(西三河) 지역
- 오카자키시(岡崎市)
- 헤키난시(碧南市)
- 가리야시(刈谷市)
- 도요타시(豊田市)
- 안조시(安城市)
- 니시오시(西尾市)
- 지류시(知立市)
- 다카하마시(高浜市)
- 미요시시(みよし市)

- 누카타군(額田郡)
  - 고타정(幸田町)

### 히가시미카와(東三河) 지역
- 도요하시시(豊橋市)
- 도요카와시(豊川市)
- 가마고리시(蒲郡市)
- 신시로시(新城市)
- 다하라시(田原市)

- 기타시타라군(北設楽郡)
  - 시타라정(設楽町) - 도에이정(東栄町) - 도요네촌(豊根村)

## 인구
|                                              | |
| 아이치현의 전국의 연령별 인구 분포（2005년） | 아이치현의 연령·남녀별 인구 분포（2005년）                                                                             |
| ■자주색 ― 아이치현 ■녹색 ― 일본전국          | ■파랑색 ― 남자 ■빨간색 ― 여자                                                                                          |
| · 아이치현의 인구추이                        | |
| 일본 총무성 통계국 국세조사 결과             | |
|                                              | 기술적 문제로 인해 그래프를 일시적으로 사용할 수 없습니다. 파브리케이터와 미디어위키 위키에 더 자세한 정보가 있습니다. |

| 연도                     | 인구      | ±% p.a. |
| ------------------------ | --------- | ------- |
| 1890                     | 1,473,099 | —       |
| 1903                     | 1,752,042 | +1.34%  |
| 1913                     | 2,073,224 | +1.70%  |
| 1920                     | 2,089,762 | +0.11%  |
| 1925                     | 2,319,494 | +2.11%  |
| 1930                     | 2,567,413 | +2.05%  |
| 1935                     | 2,862,701 | +2.20%  |
| 1940                     | 3,166,592 | +2.04%  |
| 1945                     | 2,857,851 | −2.03%  |
| 1950                     | 3,390,585 | +3.48%  |
| 1955                     | 3,769,209 | +2.14%  |
| 1960                     | 4,206,313 | +2.22%  |
| 1965                     | 4,798,653 | +2.67%  |
| 1970                     | 5,386,163 | +2.34%  |
| 1975                     | 5,923,569 | +1.92%  |
| 1980                     | 6,221,638 | +0.99%  |
| 1985                     | 6,455,172 | +0.74%  |
| 1990                     | 6,690,603 | +0.72%  |
| 1995                     | 6,868,336 | +0.53%  |
| 2000                     | 7,043,300 | +0.50%  |
| 2005                     | 7,254,704 | +0.59%  |
| 2010                     | 7,410,719 | +0.43%  |
| 2015                     | 7,484,094 | +0.20%  |
| 출처: 일본 총무성 통계국 |           |         |

### 주민
2001년 아이치현의 인구는 50.03%가 남성이었고 49.97%가 여성이었다. 현 전체 인구의 2%에 해당하는 139,540명의 외국인이 거주하고 있어, 전형적인 남초 지역이다.

## 경제
아이치현의 공업 생산량은 일본의 다른 현들에 비해 높다. 현은 일본의 자동차 산업과 우주항공 산업의 중심지로 알려져 있다. 도요타 자동차, 덴소, 마끼다, 브라더 공업, 도카이 여객철도(이하 JR 도카이), 나고야 철도 등의 기업이 아이치현에 본사를 두고 있다.

## 교통

### 철도
- 도카이 여객철도
- 나고야 철도
- 나고야시 교통국
- 나고야 임해고속철도
- 아이치 고속교통
- 아이치 환상철도
- 도요하시 철도
- 도카이 교통사업
- 긴키 닛폰 철도

### 도로
- 고속도로
  - 도메이 고속도로
  - 신토메이 고속도로
  - 메이신 고속도로
  - 주오 자동차도
  - 히가시메이한 자동차도(일본어판)
  - 도카이호쿠리쿠 자동차도(일본어판)
  - 이세 만안 자동차도(일본어판)
  - 도카이 환상자동차도(일본어판)
  - 나고야 제2환상자동차도(일본어판)

- 국도
  - 국도 제1호선
  - 국도 제19호선
  - 국도 제22호선
  - 국도 제23호선
  - 국도 제41호선
  - 국도 제42호선
  - 국도 제151호선 (일본)(일본어판)
  - 국도 제153호선 (일본)(일본어판)
  - 국도 제154호선
  - 국도 제155호선
  - 국도 제247호선 (일본)(일본어판)
  - 국도 제248호선 (일본)(일본어판)
  - 국도 제257호선 (일본)(일본어판)
  - 국도 제259호선 (일본)(일본어판)
  - 국도 제301호선
  - 국도 제302호선
  - 국도 제362호선 (일본)(일본어판)
  - 국도 제363호선 (일본)(일본어판)
  - 국도 제366호선
  - 국도 제419호선 (일본)(일본어판)
  - 국도 제420호선
  - 국도 제473호선 (일본)(일본어판)
  - 국도 제474호선 (일본)(일본어판)
  - 국도 제475호선 (일본)(일본어판)

- 현도
  - 아이치현도 제23호선
  - 아이치현도 제58호선
  - 아이치현도 제71호선
  - 아이치현도 제522호선

### 공항
- 주부 국제공항
- 나고야 비행장

### 항구
- 나고야항(名古屋港)
- 도요하시항
- 기누우라항
- 미카와항

## 스포츠

### 축구
- 나고야 그램퍼스 에이트(나고야시)
- F.C. 가리야(가리야시)

### 야구
- 주니치 드래건스(나고야시)

## 관광
아이치현의 유명한 장소로는 이누야마시에 있는 건축 박물관인 박물관 메이지무라으로 메이지 시대와 다이쇼 시대의 역사적인 건물들이 보존 되어 있다. 또다른 관광지로는 도요타시의 도요타 자동차 공장 견학, 이누야마시의 원숭이 공원, 나고야시, 오카자키시, 도요하시시, 이누야마시에 있는 성이 있다.
아이치현은 동쪽의 해안을 따라 위치해있기 때문에 몇몇 명승지가 있으나 이웃한 시즈오카현과 비교하면 아쓰미반도의 파도 해안을 제외하고는 중요한 해변 관광지는 별로 없다. 대부분의 관광지는 지역의 역사와 현대적인 경이로움을 보여주는 사람의 손으로 만든 것들이다.

## 같이 보기
- 2005년 일본 국제 박람회
- 나고야 아시안 게임
- 레고랜드